# دم (ابزار)

نمودار دم آتش‌دان دستی

دَم دستگاهی است که برای ایجاد یک فشار قوی از هوا ساخته شده‌است. ساده‌ترین نوع آن شامل یک کیسه انعطاف‌پذیر است که شامل یک جفت تخته سفت و محکم با دسته‌هایی است که توسط دو طرف چرمی منعطف به هم وصل شده‌اند و حفره‌ای تقریباً محفوظ از هوا را در بر می‌گیرد که می‌تواند با حرکت دادن دسته‌ها منبسط و منقبض شود، و مجهز به یک شیر یک‌طرفه است که به هوا اجازه می‌دهد حفره را در هنگام باز شدن پر کند و با لوله ای که از طریق آن هوا در جریانی که حفره فشرده می‌شود به بیرون رانده می‌شود.
دم کاربردهای زیادی دارد، به ویژه دمیدن در آتش برای تأمین هوا.

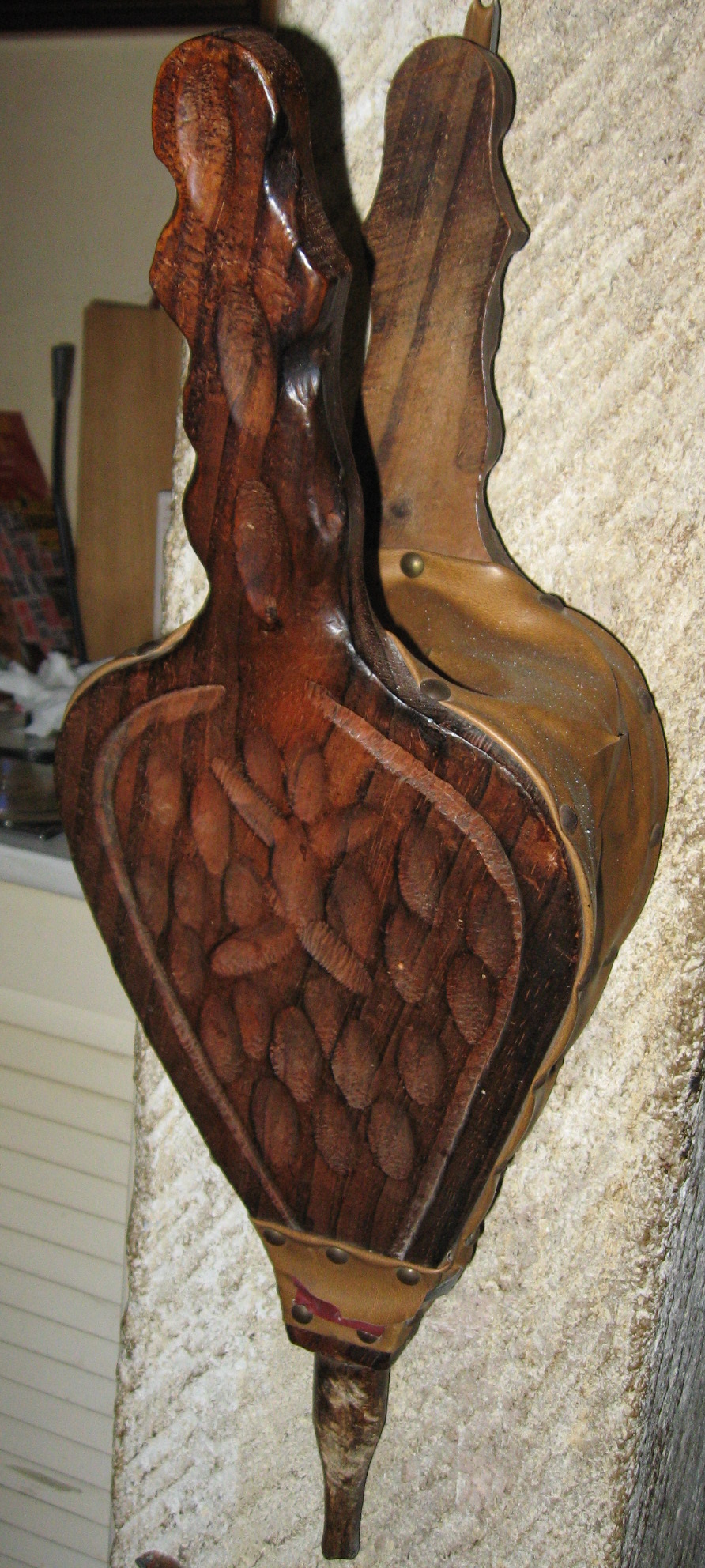
دم آتش‌دان انگلیسی دست‌ساز

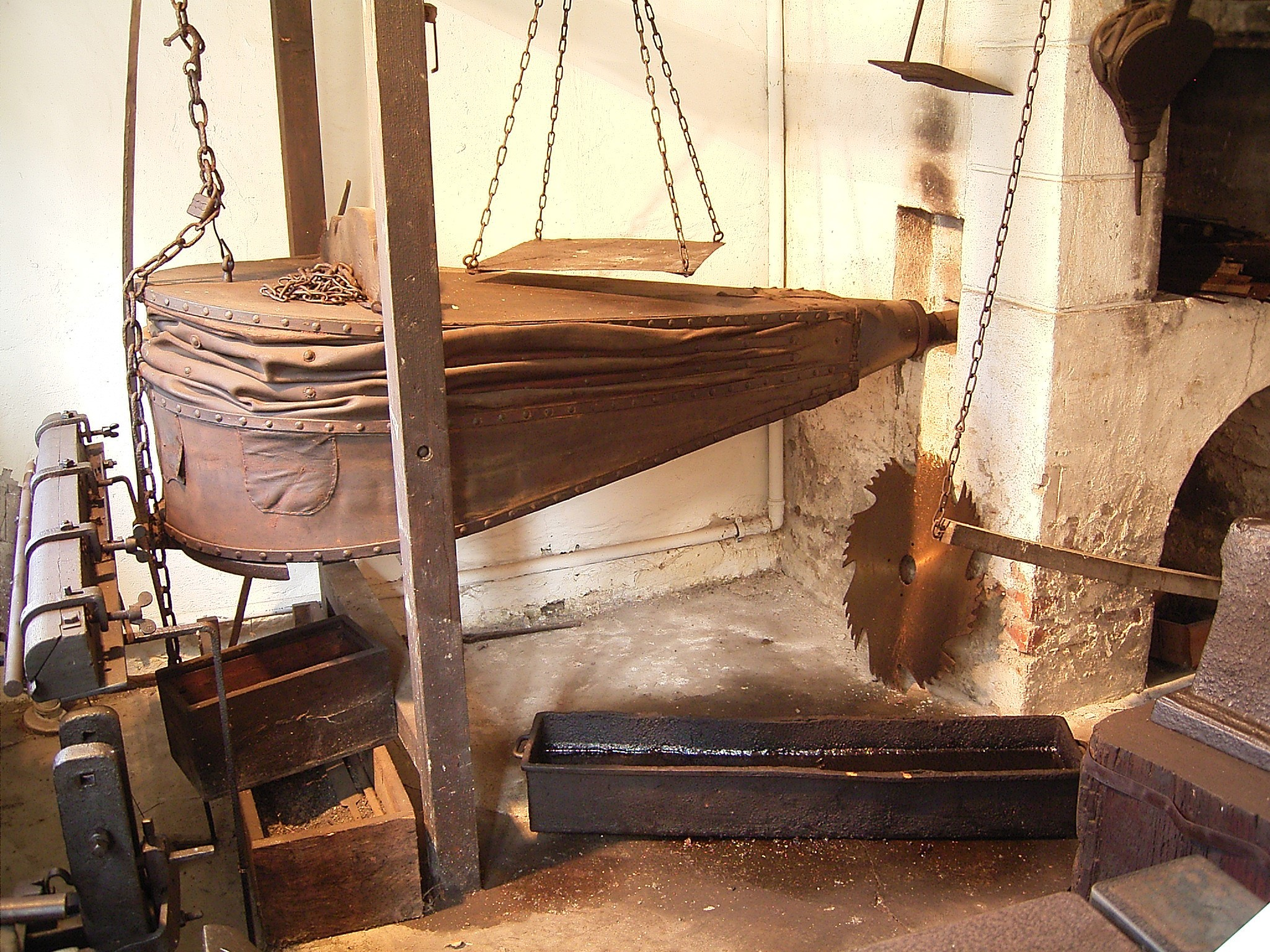
یک دم نانوایی حفظ شده در موزه ابزار آلمانی در رمشاید.